# George Herbig
George Howard Herbig (né le 2 janvier 1920 à Wheeling, en Virginie-Occidentale – mort le 12 octobre 2013 à Honolulu) est un astronome américain à l'Institut pour l'astronomie de l'université d'Hawaï.

## Biographie
Herbig reçoit son Ph.D. en 1948 à l'université de Californie à Berkeley pour sa thèse : A Study of Variable Stars in Nebulosity - Une étude des étoiles variables dans les nébuleuses. Les observations effectuées pour cette étude sont faites à l'observatoire Lick. Il devient un spécialiste des étoiles à un stade jeune de leur évolution, connu sous le nom d'étoiles de Herbig Ae/Be, et du milieu interstellaire.
Herbig est principalement connu pour la première étude détaillée, avec Guillermo Haro, des objets Herbig-Haro. Ce type d'objet avait déjà été observé par Sherburne Wesley Burnham au XIXe siècle, mais sans qu'il y reconnaisse une nouvelle classe d'objet céleste.
Herbig fait aussi de nombreuses contributions dans le domaine des bandes interstellaires diffuses (BID) à travers une série d'articles publiés entre 1963 et 1993 intitulés The diffuse interstellar bands.

## Publications sélectionnées
- (en) Le spectre de deux nébuleuses proches de NGC 1999, ApJ 113 (1951) 697
- (en) La structure et le spectre de R Monocerotis, ApJ 152 (1968) 439
- (en) l'inhabituelle pré-séquence principale de VY Tauri, ApJ 360 (1990) 639–649
- (en) la nébuleuse Mérope revisitée : nouvelles observations, AJ 121 (2001) 3138–3148
- (en) le jeune amas globulaire IC 5146, AJ 123 (2002) 304–327
- (en) spectrométrie haute résolution des étoiles FU Orionis, ApJ 595 (2003) 384–411

## Distinctions et récompenses
Récompenses
- Prix Helen B. Warner pour l'astronomie en 1955,
- membre de l'institut Max-Planck d'astronomie,
- Henry Norris Russell Lectureship en 1975,
- Médaille, Université de Liège en 1969,
- médaille Bruce en 1980,
- prix Petrie de la Canadian Astronomical Society en 1995.

Nommé d'après Herbig
- l'astéroïde (11754) Herbig,
- étoile de Herbig Ae/Be,
- objet Herbig-Haro.